# Раззаков Ісхак Раззакович
Ісхак Раззакович Раззаков (25 жовтня 1910, село Хоросан Бокса Ферганської області — 19 березня 1979, місто Москва, тепер Російська Федерація) — радянський політичний і партійний діяч, перший секретар ЦК Компартії Киргизької РСР у 1950—1961 роках, голова Ради міністрів Киргизької РСР у 1946—1950 роках, Герой Киргизької Республіки. Член ЦК КПРС у 1952—1961 роках. Депутат Верховної Ради СРСР 2—5-го скликань.

## Життєпис
Народився в родині шахтаря Сулюктинських копалень в селі Хоросан Бокса біля пасовища Майтонбозу Ферганської області. З восьмирічного віку виховувався в Ходжентському дитячому будинку, де здобув початкову освіту та вступив до комсомолу. У 1925 році закінчив семирічну школу в місті Ташкенті.
З 1925 по 1929 рік навчався в Узбецькому інституті освіти (Ташкентському педагогічному технікумі).
З 1929 по 1931 рік працював викладачем суспільствознавства Узбецького інституту освіти (Самаркандського педагогічного технікуму імені Сталіна), а у 1931 році був направлений до Москви на навчання в Московському плановому інституті Держплану СРСР, який закінчив 1936 року.
У 1936—1939 роках — завідувач групи відділу палива Державної планової комісії при РНК Узбецької РСР, голова Ферганської обласної планової комісії Узбецької РСР.
Від 1939 до 1940 року очолював Держплан при Раді народних комісарів Узбецької РСР. Член ВКП(б) від 1940 року. 
У 1940 — 16 липня 1941 року — заступник голови РНК Узбецької РСР. Від 16 липня 1941 до 1944 року працював народним комісаром освіти Узбецької РСР. 
16 січня 1945 — 15 лютого 1946 року — секретар ЦК КП(б) Узбекистану з пропаганди і агітації.
14 листопада 1945 — 10 липня 1950 року — голова Ради міністрів Киргизької РСР.
7 липня 1950 — 9 травня 1961 року — 1-й секретар ЦК КП Киргизії. Був звільнений з формулюванням «за допущені значні помилки й недоліки в керівництві партійною організацією республіки».
Після відставки, у серпні 1961—1962 року був членом Державної економічної ради СРСР. Від 1962 до 1965 року займав посаду начальника відділу харчової промисловості Державної науково-економічної ради при Раді міністрів СРСР. Потім, до 1967 року, працював начальником відділу Державного планового комітету Ради міністрів СРСР. 1967 року вийшов на пенсію.
Помер у Москві 19 березня 1979 року і був похований на Кунцевському цвинтарі. 2000 року перепохований на Ала-Арчинському цвинтарі Бішкеку.

## Нагороди
- Герой Киргизької Республіки (29.12.2010, посмертно)
- чотири ордени Леніна (1960,)
- орден Трудового Червоного Прапора
- орден Вітчизняної війни І ст.
- орден Червоної Зірки
- медаль «За трудову доблесть»
- медалі

## Пам'ять
Іменем Раззакова названий Киргизький державний технічний університет.
2015 року на замовлення уряду Киргизької Республіки режисер Алім Токторов зняв історичний фільм, присвячений Ісхаку Раззакову.